# Antonio D'Ormea
Antonio D'Ormea (Budrio, 26 settembre 1873 – Siena, 12 dicembre 1952) è stato uno psichiatra italiano.
Nella sua lunga carriera prestò servizio in vari ospedali psichiatrici d'Italia ma è ricordato soprattutto per il lungo periodo di direzione del maggiore ente assistenziale e ospedaliero di Siena: l'ex Ospedale Psichiatrico di San Niccolò. 
I suoi precursori furono Giuseppe Lodoli e Carlo Livi, figure determinanti in quanto posero le basi di un radicale rinnovamento dell'asilo senese. 
D'Ormea iniziò la sua attività nel 1909 e proseguì l'opera di Livi apportando modifiche strutturali e sostanziali cambiamenti nell'assistenza ai malati psichiatrici. La sua riorganizzazione riguardò in particolare modo: creazione di ambienti specifici per i malati più problematici, miglioramento dei servizi igienici e di impianti di disinfezione, ampliamento di : posti letto, sale operatorie, laboratori medici, personale medico ed infermieristico. Venne ulteriormente ingrandito il villaggio dei lavoratori, già funzionante per iniziativa di Paolo Funaioli, articolato in padiglioni destinati allo svolgimento di vari lavori (cucitura e rammendo, falegnameria, lavorazione della paglia, lavanderia, attività di calzolai, fabbri e lavori agricoli). 
Promosse l'apertura di un consultorio di igiene mentale aperto a tutti e senza vincoli di ingresso e di un reparto per bambini minorati psichici successivamente denominato Istituto medico-psico-pedagogico A. D'Ormea. 
Grazie ad un costante lavoro volto a integrare il carattere scientifico con quello assistenziale , il manicomio diventò a tutti gli effetti un ospedale psichiatrico; da luogo di abbandono e segregazione a istituto medico e di rieducazione psico-sociale nel quale riabilitare soprattutto la dignità umana.
D'Ormea fondò nel 1911 la rivista Rassegna di Studi Psichiatrici. Il periodico, per i suoi contenuti e le sue tematiche, rimase riferimento scientifico per la psichiatria italiana almeno fino agli anni Sessanta. 
D'Ormea terminò 25 anni dopo il suo operato nella struttura lasciando un segno indelebile nella comunità senese. 
La grande biblioteca scientifica , ricca di opere che vanno dal 1600 al 2000 circa, è oggi conservata presso la Biblioteca Medico-Farmaco-Biologica dell'Università degli Studi di Siena.

## Opere
- Sindromi degenerative e sindromi patologiche negli alienati e nei criminali (1928)
- Come si cura la volontà (1928)
- L'ospedale psichiatrico di S. Niccolò in Siena della Società di esecutori di pie disposizioni : 1818-1933 (1933)
- L'ospedale psichiatrico di S. Niccolò in Siena della Società di esecutori di pie disposizioni : 1818-1934 (1935)
- Istituto medico psico-pedagogico in Siena della Società di esecutori di pie disposizioni per fanciulli neuro-psicopatici e tardivi (1949)
- Rassegna di studi psichiatrici (rivista, 1911-1980)